# Совєтка
Совєтка — слобода, адміністративний центр Совєтинського сільського поселення Неклинівского району Ростовської області.
Населення — 899 осіб (2010 рік).

## Географія
Слобода розташована над річкою Мокрий Самбек — правій притоці Самбека.

### Вулиці
| - вул. Болдирєва, - вул. Гоголя, - вул. Горького, - вул. Зарічна, - вул. Миру, - вул. Молодіжна, | - вул. Набережна, - вул. Новікова, - вул. Першотравнева, - вул. Пушкіна, - вул. Соціалістична, - вул. Спортивна, | - вул. Степова, - вул. Тупикова, - вул. Шкільна, - пр. Жовтневий, - пр. Перемоги. |

## Історія
За легендою, село Совєт одного разу відвідав московський цар Петро I. 27 серпня 1696 року Петро I на мисі Таганий Ріг заснував Троїцьку фортецю. Потім Петро проплив з флотом по річці Самбек, яка впадає в Озівське море, щоб потім перетягнути його волоком до Тузлової річки. В кількох десятках кілометрах від місця нової фортеці він зупинився на нараду зі своєю свитою в маленькому селі. Стверджується, що це село за його наказом і стали потім називати Совєт.
Проте офіційна версія заснування інша: стверджується, що село Совєт було засновано підполковником артилерії Ф. І. Івановим на землі, придбаній ним 25 січня 1793 році у таганрізького коменданта І. П. Каспарова.
За минулі після цього десятиріччя змінювалися власники земель.
У другій половині 19 сторіччя на правому березі Мокрого Самбеку існувало поселення Совєт, або Мігрине; на лівому березі — хутір Кирпичів.
За даними від 18 травня 1896 року, село Совєт входило у 8-й засідальну ділянку Таганрізького округу області Війська Донського. В селі на той момент налічувалося 84 двори, 282 чоловіки та 267 жінок. В селі була церква, народне училище, тут розташовувалося правління Совєтинської волості, сільське правління та інші установи.
У 1922 році у селі утворилася комуна, в 1930 році вона була реорганізована в сільськогосподарську артіль й об'єдналася з Советинським колгоспом «Країна совєтов».
У 1932—1934 році була побудована лікарня та аптека.

## Люди
В слободі народився Буряк Михайло Михайлович (нар. 1965) — український поет.